# Grenada
För andra betydelser, se Grenada (olika betydelser).
Grenada är en östat i Västindien, belägen norr om Trinidad och Tobago och tillhör geografiskt Öarna över vinden i Små Antillerna. Politiskt administrerar Grenada några av öarna i ögruppen Grenadinerna, resten av öarna administreras av Saint Vincent och Grenadinerna.

## Historia
När Columbus upptäckte ön under sin tredje resa 1498 var den befolkad av karibindianer, som kallade sig själva kalinago och ön för Camahogne. De motsatte sig europeiska bosättningsförsök i över 100 år, men i mitten på 1600-talet etablerade sig fransmän på ön och utvecklade så småningom en fransk koloni med socker som främsta exportvara. Ön hade också en av regionens finaste naturliga hamnar. Kolonin överlämnades till Storbritannien 1763 och blev en brittisk kronkoloni ungefär hundra år senare, 1877, och tillhörde 1958–1962 Västindiska federationen.
Landet fick 1967 inre självstyre och erhöll 1974 full självständighet. Grenadas förste premiärminister blev Eric Gairy, ledare för Grenadas förenade arbetarparti.
Efter en oblodig revolution 1979 tog Maurice Bishop, ledaren för New Jewel Movement, över makten och var Grenadas premiärminister fram till 1983. På grund av ideologiska skiljaktigheter bröt sig vice premiärminister Bernard Coard ur partiet och skapade en marxistisk falang (RPG) som den 19 oktober 1983, med militär hjälp, tog över makten och avrättade Bishop. Sex dagar senare invaderades ön av USA och sex västindiska länder (se invasionen av Grenada). Bernard Coard och hans ledning togs tillfånga och dömdes senare för mordet. Nya val hölls åter året därpå.

## Geografi

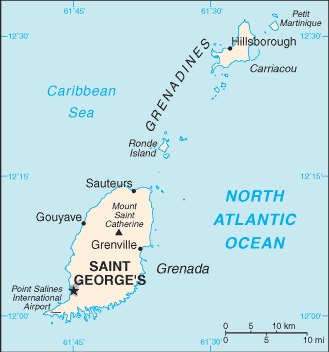
Engelskspråkig karta över Grenada

### Topografi och hydrografi
På den bergiga huvudön ligger en rad slocknade vulkaner och en kratersjö (Grand Etang). Regnskogen har på många håll ersatts av plantager.

### Klimat

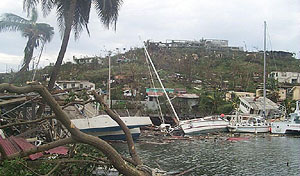
Skador efter orkanen Ivan

Klimatet är tropiskt men mildras av de nordöstliga passadvindarna. Orkaner förekommer mellan juni och november, som till exempel orkanen Ivan i september 2004.

## Styre och politik
Grenada är en parlamentarisk demokrati av brittisk modell och leds formellt av en generalguvernör som representant för statschefen kung Charles III. Parlamentet har två kammare med ett folkvalt representanthus och en utnämnd senat. Landet har två ledande partier, det mer moderata New National Party, som fick regeringsmakten i valet i februari 2013, och det vänsterinriktade National Democratic Congress, NDC, som är oppositionsparti, men utan parlamentsplatser.

### Administrativ indelning
Grenada är indelat i en besittning (dependency), Carriacou and Petit Martinique, och sex församlingar (parishes): St Andrew, St David, St George, St John, St Mark och St Patrick.

### Politik
New National Party vann regeringsmakten 1995 och behöll den i de två kommande valen under 13 års tid. I valet 2008 tog National Democratic Congress, NDC, en majoritet med 11 av de 15 mandaten och deras ledare, Tillman Thomas, blev premiärminister och bildade regering. I det senaste valet i februari 2013 vann New National Party samtliga 15 platser i parlamentet och Keith Mitchell, som var premiärminister från år 1995 till 2008, fick åter denna post.
Generalguvernör är Sir Daniel Williams.

## Ekonomi och infrastruktur
I början av 2000-talet levde ungefär 30 % av hushållen under fattigdomsgränsen och arbetslösheten var drygt 10 %.

### Näringsliv
Grenadas främsta inkomstkälla är turism, speciellt sedan man byggde en internationell flygplats 1985, och man var med att arrangera VM i endags-cricket år 2007. Man har även en utvecklad finansiell sektor och tillverkningsindustri, vilket har bidragit till den ekonomiska tillväxten.
Grenada kallas ofta "Island of Spice" då landet är en av världens största producenter av bland annat muskotnöt, där produktionen återhämtat sig efter stor förödelse av orkanen Ivan 2004 och orkanen Emily påföljande år. Landet har också varit en föregångare i ekologisk odling av kakao. Även bananer är en viktig exportvara. Orkanerna förstörde också mycket av turistanläggningarna, men även här har återhämtning skett och landet har goda förutsättningar för ökad turism tack vare förekomsten av fina stränder.

#### Energi och råvaror
All elektricitet produceras av fossila bränslen.  Naturtillgångar är timmer, tropisk frukt och djupvattenhamnar.

### Infrastruktur

#### Transporter
År 2008 uppgick landets vägnät till 1 130 kilometer, varav 600 kilometer hade permanent vägbeläggning. Det finns ingen järnväg i landet. Den största hamnen ligger i huvudstaden Saint George’s. Cirka 10 kilometer sydväst om Saint George’s, i Point Salinas, finns en internationell flygplats.

#### Utbildning
Utbildningssystemet i landet följer en brittisk modell. Skolgången är obligatorisk och kostnadsfri för barn mellan 5 och 16 år. Majoriteten av skolorna drivs av olika religiösa samfund med stöd från statliga bidrag. Cirka 80 procent av eleverna fortsätter till sekundärskolan, som påbörjas vid 12 års ålder och sträcker sig över sju år. I huvudstaden Saint George’s finns en filial av University of the West Indies, en medicinsk högskola samt en lantbruks- och lärarhögskola, kallad The Technical and Vocational Institute. Läskunnigheten bland befolkningen över 15 år är 97 procent.

## Befolkning
Folktätheten är hög och majoriteten är avkomlingar av afrikanska slavar. Officiellt språk är engelska, men kreolfranska talas också, ett arv från den franska kolonialtiden. De flesta invånarna är kristna (katolikerna dominerar).

### Språk
Engelska är det officiella språket i landet och används allmänt, ofta i en kreoliserad variant. Ett arv från den franska kolonialtiden är ett franskbaserat kreolspråk med afrikanska inslag, som fortfarande kan höras bland äldre personer på landsbygden.

### Religion
Katolicismen har dominerat sedan den spanska kolonialtiden, men under det senare brittiska kolonialväldet fick även anglikaner och presbyterianer större inflytande. Cirka 67 procent av befolkningen är katoliker och tillhör stiftet Saint George, som grundades 1956. Det finns ett visst ekumeniskt samarbete mellan protestantiska och katolska grupper, men detta samexisterar med en viss spänning gentemot de snabbt växande evangelikala rörelserna. Samarbetet sker inom ramen för Caribbean Council of Churches. Afrogrenadianska religiösa traditioner lever vidare i Carriacoukulten.

## Internationella rankningar
| Organisation                                | Undersökning                   | Rankning  |
| ------------------------------------------- | ------------------------------ | --------- |
| Heritage Foundation/The Wall Street Journal | Index of Economic Freedom 2019 | N/A       |
| Reportrar utan gränser                      | Pressfrihetsindex 2019         | N/A       |
| Transparency International                  | Korruptionsindex 2018          | 53 av 180 |
| FN:s utvecklingsprogram                     | Human Development Index 2018   | 78 av 189 |